# Запис Милића крушка (Грабовица)
Запис Милића крушка (Грабовица) се налази на парцели чији је власник Милић Добривоје.

## Локација
| Општина             | Деспотовац                                                       |
| Катастарска општина | Грабовица                                                        |
| Потес               | Говедаревац                                                      |
| Координате          | 44° 09′ 47″ С; 21° 24′ 10″ И / 44.1631° С; 21.402899999999999° И |
| Надморска висина    | 190m                                                             |

## Карактеристике
Дендрометријске вредности утврђене на терену и сателитским снимцима:
| Стабло                     | Крушка |
| Висина стабла              | m      |
| Обим дебла                 | m      |
| Пречник крошње             | 10m    |
| Пречник дебла              | m      |
| Висина дебла до прве гране | m      |

## База записа
Запис је у оквиру Викимедија пројекта "Запис - Свето дрво" заведен под редним бројем 0426.